# جيري غرين (مدرب كرة سلة)
جيري غرين (بالإنجليزية: Jerry Green)‏ هو مدرب كرة سلة أمريكي، ولد في 1943.